# Kontrollschacht

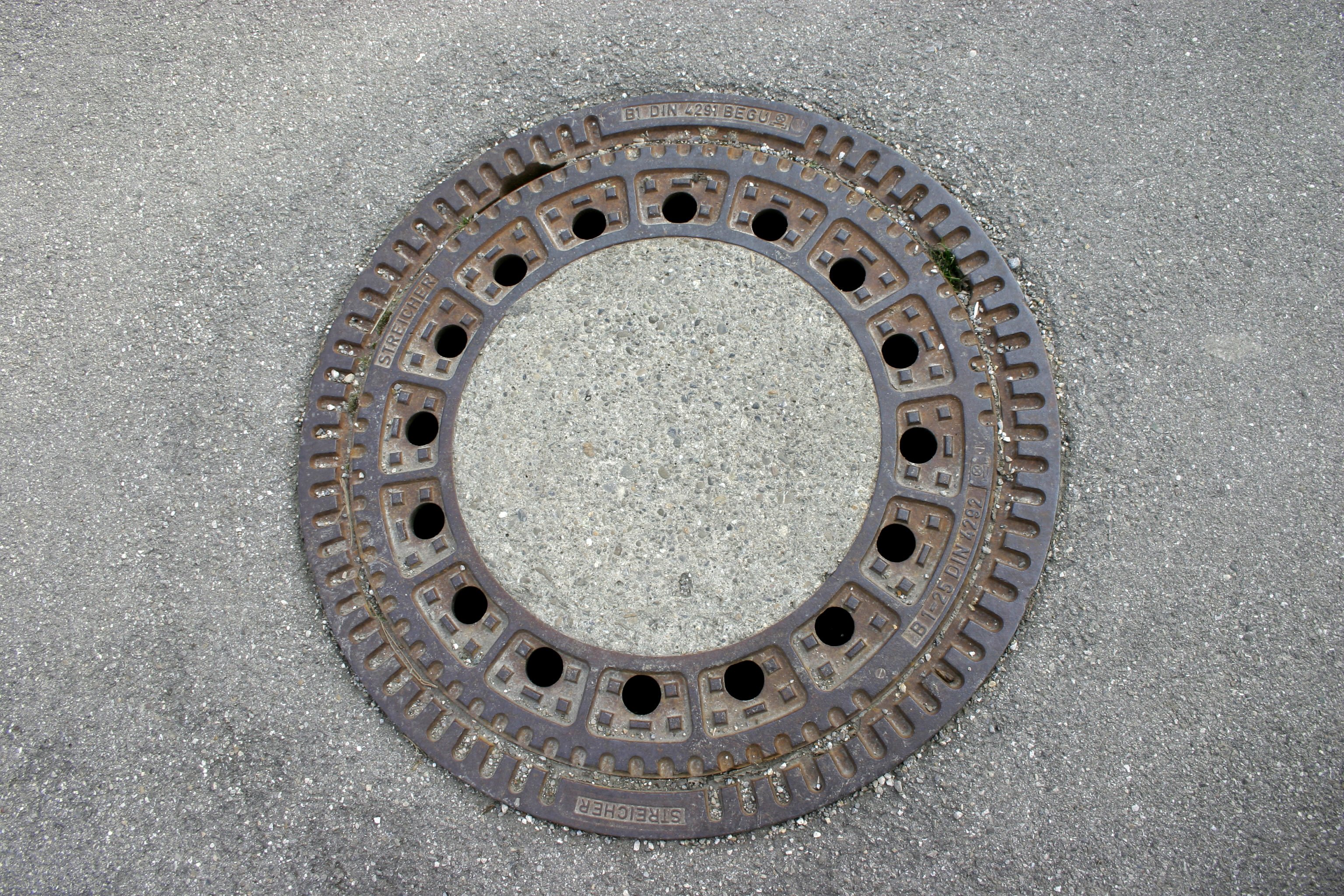
Schachtabdeckung mit Schachtdeckel in der Fahrbahn

Ein Kontrollschacht (auch Einstiegschacht, Kanalschacht, Einstieg oder Revisionsschacht) ist ein Schachtbauwerk, das laut Norm zur Richtungsänderung, Höhenüberbrückung, Zusammenführen von verschiedenen Rohrleitungen, Überprüfung, Unterhaltung und Reinigung von Rohrleitungen dient. Diese Schachtbauwerke unterscheidet man in zwei verschiedene Rohrleitungssysteme: Misch-, Schmutz- und Regenwasser. Sie sind Bestandteil der kommunalen Abwasserentsorgung. Ein Mischwassersystem bringt ca. alle 50 m einen Schacht mit sich. Beim Trennsystem (Schmutz- und Regenwasser (einzeln)) sind zwei Schachtabdeckungen unmittelbar nebeneinander vorhanden. Sie sind aber auch Polygonpunkt der Richtungsänderung einer Leitung, wobei die Abwinklung maximal 100 gon (90°) beträgt. Einen Schacht und die in Fließrichtung folgende Rohrleitung bezeichnet man als Haltung. Innerörtliche Länge: ca. 50 m und außerörtliche Länge: ca. 100 m. Sie haben nach ISYBAU dieselbe Bezeichnung. Kontrollschächte bestehen in der Regel aus Betonfertigteilen, Mauerwerk, Faserzement, Polymerbeton oder Kunststoff. Die Kombination verschiedener Materialien ist möglich.

## Bauteile

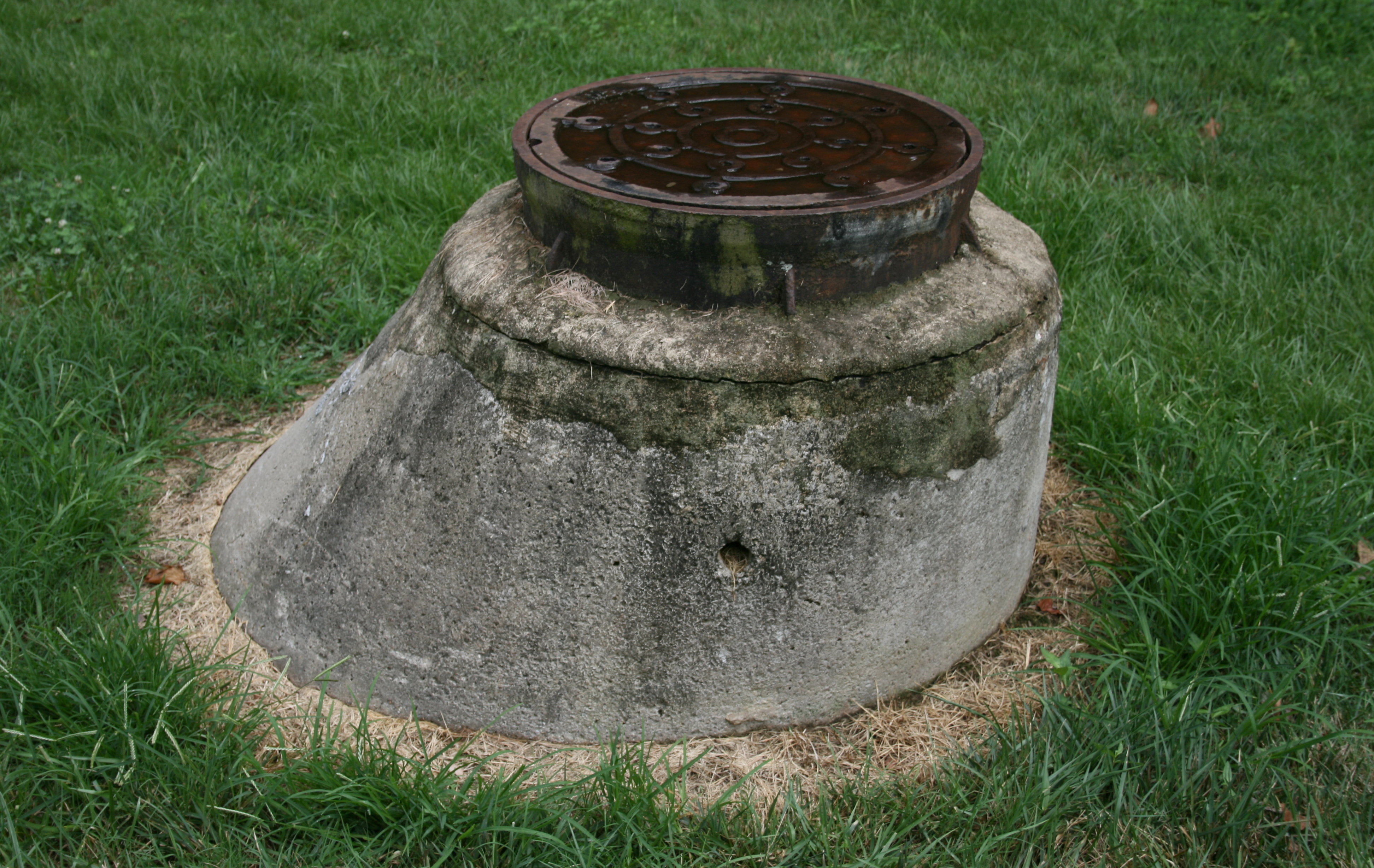
Abgesenkter Boden um Schachthals mit Auflagering und Schachtabdeckung.

Kontrollschächte bestehen aus verschiedenen Bestandteilen:
- Schachtabdeckung
- Auflagering (AR-V) (verschiebesicher)
- Schachthals (SH-M) (auch Konus)
Ein Konus ist ein Schachtring (im Allgemeinen der oberste Schachtring) zum Verjüngen des Kontrollschachtes nach oben. Die Verjüngung erfolgt asymmetrisch, eine Seite ist senkrecht, an dieser Seite sind Steigeisen eingelassen. In der Regel hat der Konus eine Höhe von 60 cm, der obere Durchmesser beträgt 625 mm, 800 mm oder 1000 mm.
- optionale Bauteile
  - Abdeckplatte (AP-M) (Dicke 150 – 250 mm, je nach Bedarf) alternativ zum Konus bei geringen Schachthöhen oder ungünstiger Aufteilung der Bauteile.
  - Übergangsplatte (UEP-M) (bei Schächten größer als 1200 mm und mehr als zwei Metern über der Kanalsohle, in der Regel auf 1000 mm)
  - Fußauflageringe (FAR-M) (Dicke 250 mm)
  - Schachtringe mit Steigeisen (SR-M) (gemäß DIN 1212, z. B. Typ 1212-E oder 1212-GS) oder anderen Einstiegshilfen wie eine Leiter oder Steigbügel mit Kunststoffummantelung (gemäß DIN 19555, aus Stahl (z. B. Typ A 400 S oder B 300 S) oder aus Edelstahl (z. B. A 410 O oder B 310 O)).

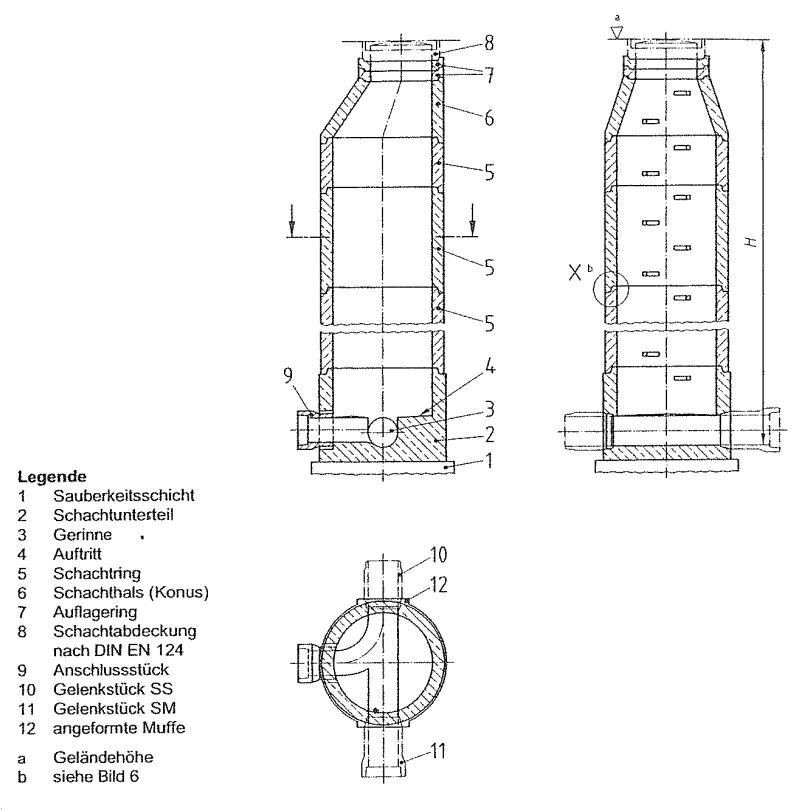
Schachtaufbau

- Schachtunterteil mit Schachtboden und Fließgerinne. (SU-M)
  - Nennweite des Schachtunterteiles DN 1000
    - bis Rohrleitung DN 600 (Kreisprofil)

  - Nennweite des Schachtunterteiles DN 1200
    - bis Rohrleitung DN 800 (Kreisprofil)

  - Nennweite des Schachtunterteiles DN 1500
    - bis Rohrleitung DN 1000 (Kreisprofil)

  - Nennweite des Schachtunterteils DN 2000 (außerhalb der DIN 4034 und EN 1917)
    - bis Rohrleitung DN 1500 (Kreisprofil)

  - Nennweite des Schachtunterteils DN 2500 (außerhalb der DIN 4034 und EN 1917)
    - bis Rohrleitung DN 1800 (Kreisprofil)
- Schachtzu- oder -abgänge
- Gerinne
Das Gerinne bei runden begehbaren Einstiegsschächten mit einem Durchmesser von 1,00–2,50 m wird meistens mit einem Ausbau in Beton, Steinzeughalbschalen, Kunststoff oder verklinkert hergestellt. Beton hat jedoch keine hohe Widerstandsfähigkeit gegenüber Schwefel und anderen Schadstoffen, weshalb bei Schmutzwasserschächten meist auf einen Gerinne- und Bermenausbau aus Beton verzichtet wird. Jedoch gibt es Betonzusätze, welche einen höheren Sulfatwiderstand erreichen. (SR-Zement) (früher: HS-Zement)

Neben den runden begehbaren Abwasserschächten gibt es auch Handschächte, diese haben meist jedoch eine eckige Form, welche früher mit konischen Kanalklinkern gemauert wurden.
Der Schachtinnendurchmesser bei Fertigteilschächten ist abhängig vom Rohrleitungsdurchmesser, den Profilen, der Anzahl und dem Einbindewinkel der angeschlossenen Kanalprofile.
Eine weitere Bauart sind sogenannte Wannenschächte, die keinen runden Querschnitt besitzen, sondern eine in Kanalrichtung lang gestreckte Form.
Schächte (eher Schachtabdeckungen) werden nach Belastungsklassen unterschieden, wie Klasse D 400 und Klasse F 900.
- A 15 → für Grünflächen und Verkehrsflächen, die ausschließlich von Fußgängern und Radfahrern benutzt werden können
- B 125 → für Gehwege, Fußgängerzonen und vergleichbare Flächen, PKW-Parkflächen und PKW-Parkdecks; häufig für private Abwasserschächte
- C 250 → für Bordrinnenbereich (z. B. Bordschlitzrinnen), Parkplätze, unbefahrene Seitenstreifen und Ähnliches
- D 400 → für Fahrbahnen von Straßen (auch Fußgängerstraßen), Seitenstreifen von Straßen und Parkflächen, die für alle Arten von Straßenfahrzeugen zugelassen sind; wird am häufigsten verwendet.
- E 600 → für Flächen, die mit hohen Radlasten befahren werden, z. B. Industrie- und Militäranlagen
- F 900 → für Flächen, die mit besonders hohen Radlasten befahren werden, z. B. Flugbetriebsflächen und Häfen

Kontrollschächte können auch aus unterschiedlichen Nennweiten mit Hilfe von Übergangsplatten zusammengesetzt werden. Weiterhin ist es auch möglich, verschiedene Materialien und Profile zu kombinieren, beispielsweise ein eckiges gemauertes Schachtunterteil mit einem weiteren Aufbau von Schachtringen und Konus aus Beton.

## Bildergalerie

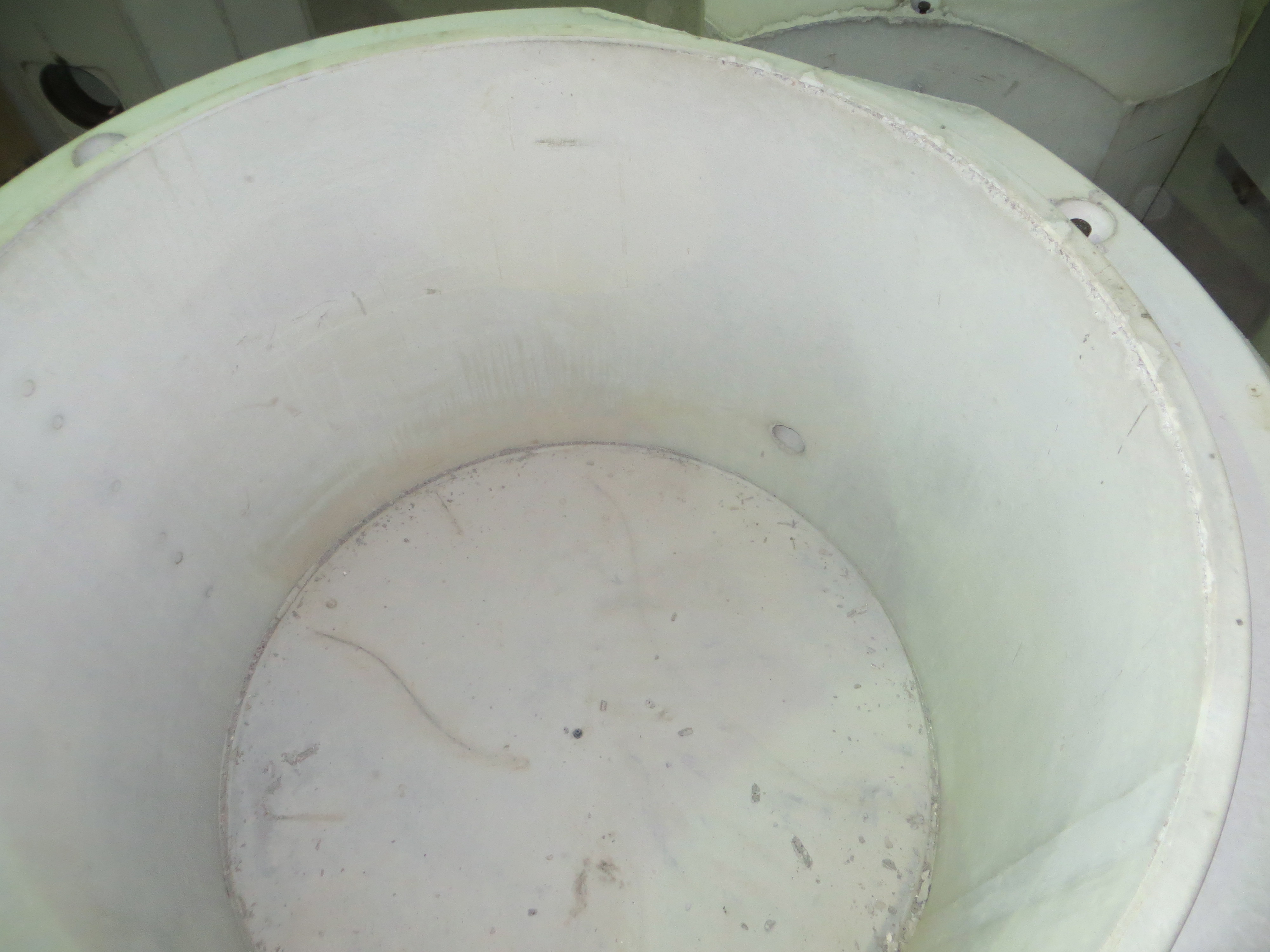
Rohschacht DN 1200, ohne Gerinne und Anschlüsse
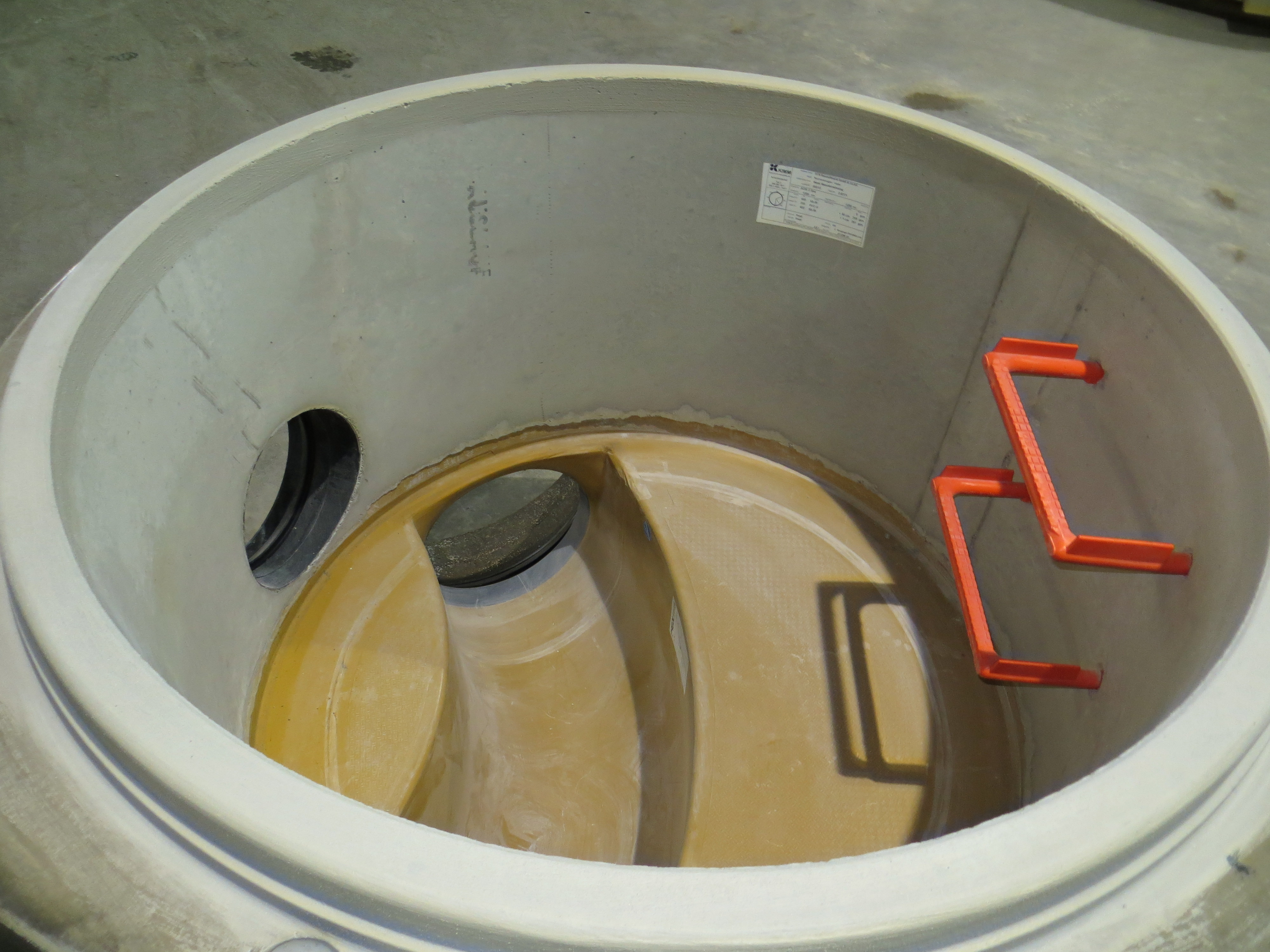
DN 1200 mit GfK-Gerinne mit einem zusätzlichen Zulauf
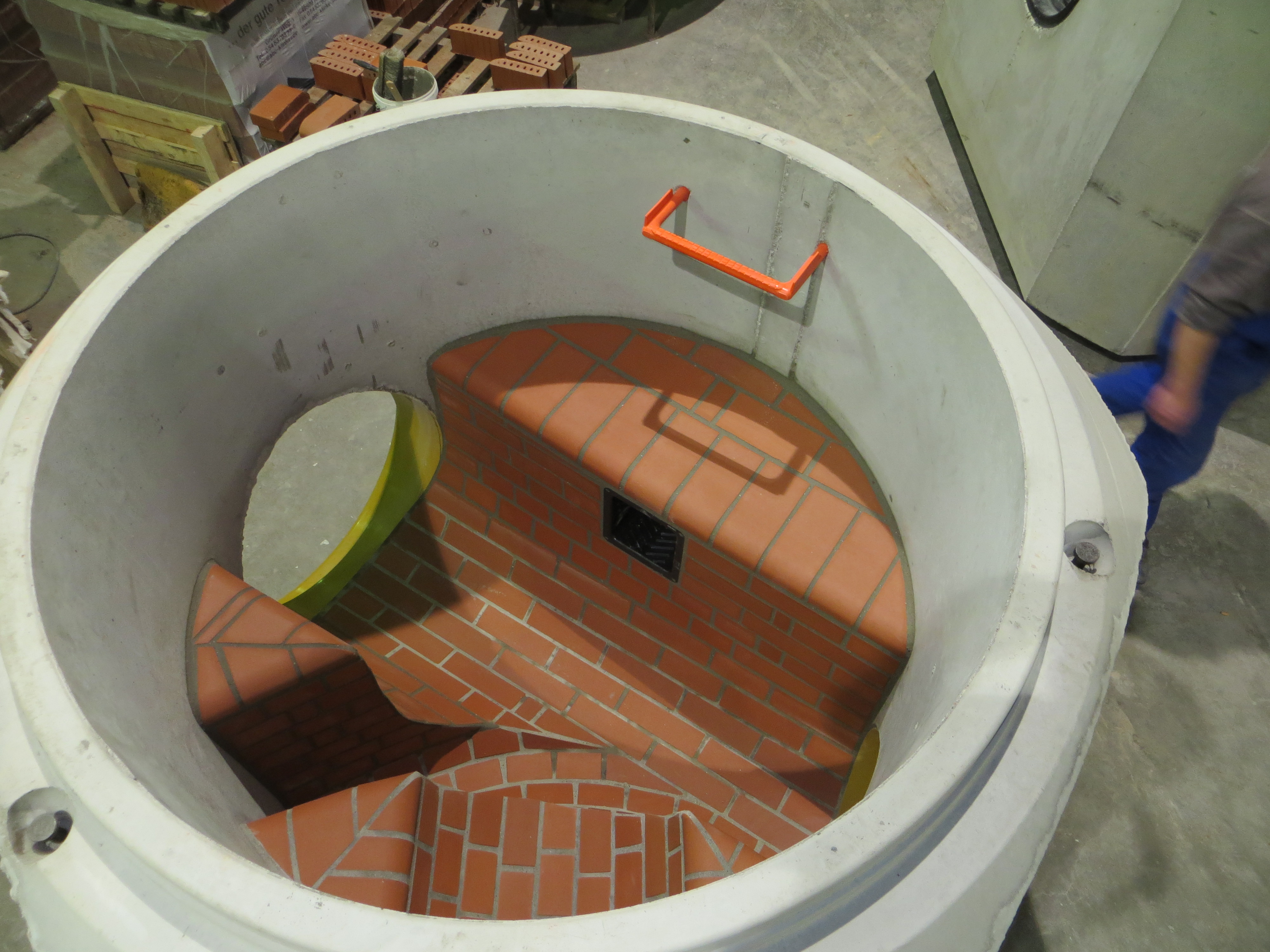
DN 1500 mit Klinker-Gerinne, Nennweite 600 als Hauptleitung und 2 Zuläufen
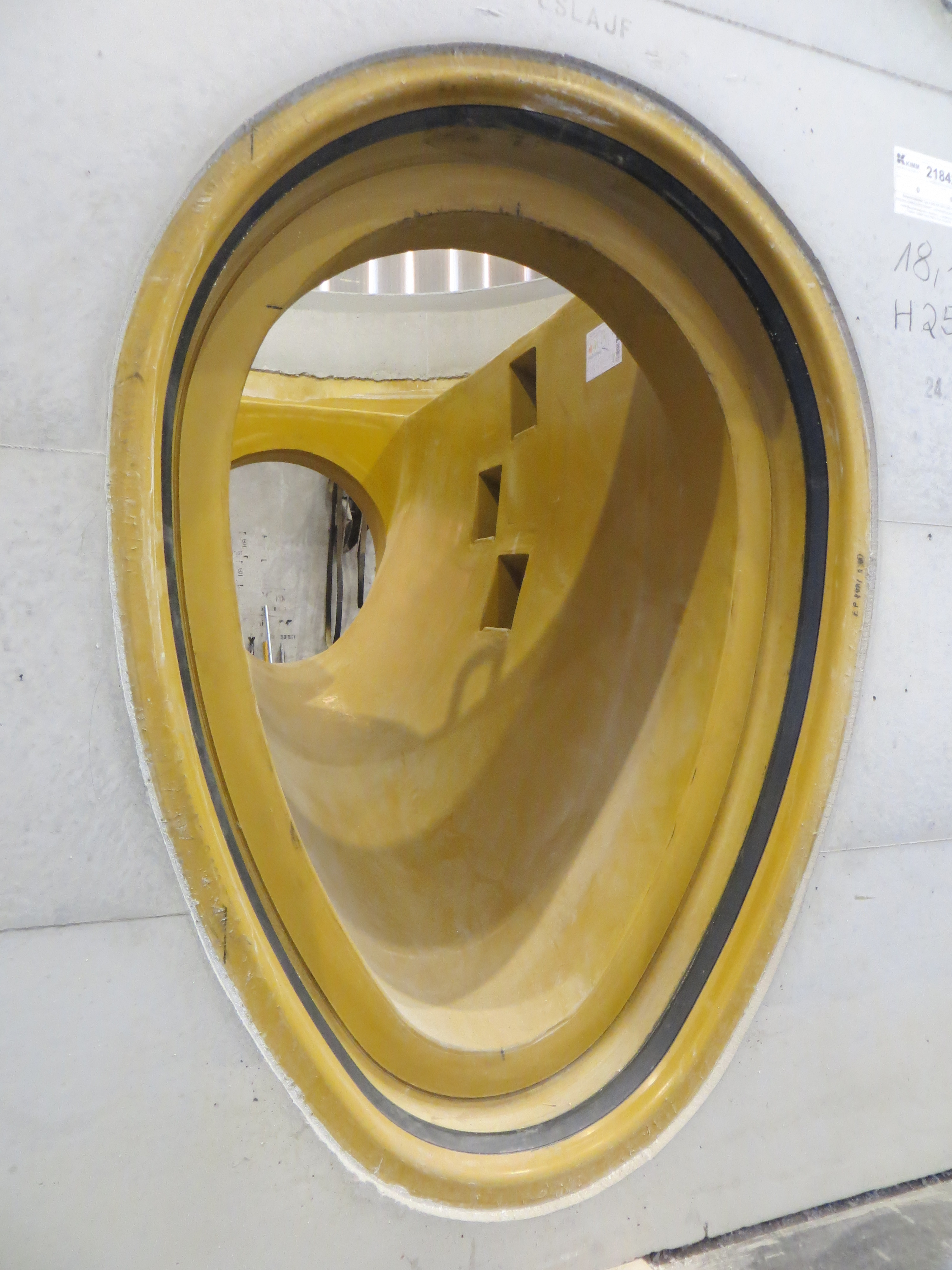
DN 2000 mit GfK-Gerinne als Eiprofil und einem Höhenversatz von einem Meter
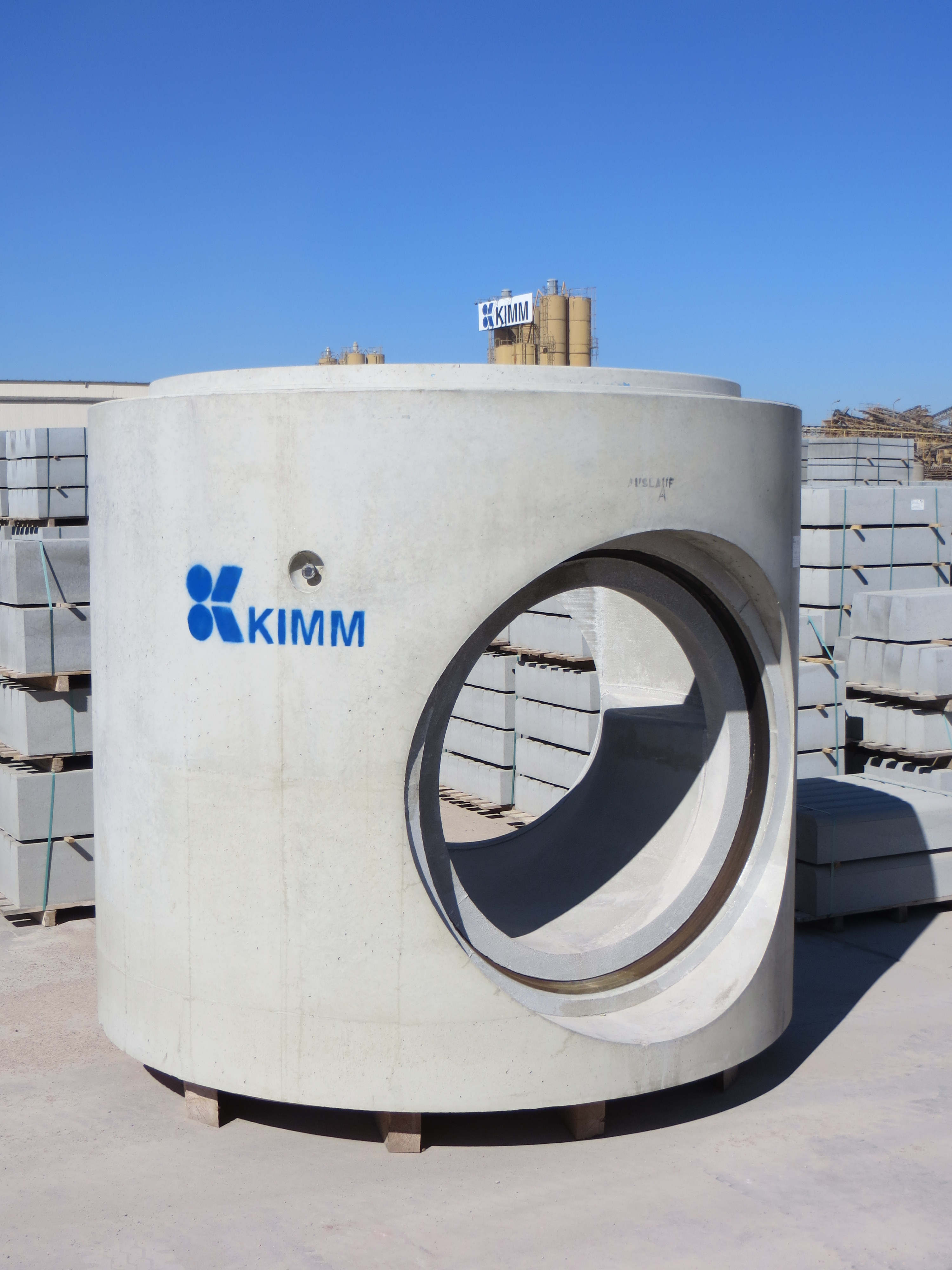
DN 2000 Monolite® der Fa. Kimm, Schachtunterteil und Gerinne aus einem (Beton)-Guss

## Normen
- EN 124 (alt DIN 1229) – Aufsätze und Abdeckungen für Verkehrsflächen
- EN 1917 – Einsteig- und Kontrollschächte aus Beton, Stahlfaserbeton und Stahlbeton
- DIN 4034 – Betonfertigteile
- DIN 4051 – Kanalklinker
- DIN 1211 und DIN 1212 – Steigeisen
- DIN 19555 – Steigbügel
- DIN 28124 – Mannlochverschlüsse für Druckbehälter aus unlegierten Stählen

## Struktur in einem Kanalnetz
- Richtungsänderung maximal 100 gon
- Winkelangabe der Zuläufe relativ zum Ablauf mit 0 gon, dann im Uhrzeigersinn folgend die Zuläufe.